# Zagadka Kuby Rozpruwacza
Zagadka Kuby Rozpruwacza – zbiór opowiadań Andrzeja Pilipiuka opisujący przygody egzorcysty amatora, bimbrownika i kłusownika Jakuba Wędrowycza, czwarty tom cyklu książek o tej postaci.
Zagadka Kuby Rozpruwacza zawiera 23 opowiadania:
- Zagadka Kuby Rozpruwacza
- Wycieczka
- Kostucha
- Wyprawa
- Wigilijna rozgrywka
- Jakub Wędrowycz i siedmiu krasnoludków
- Matryca
- Garnek złota
- Wesoły szpital
- Głowa
- Tunel
- Spotkanie z narodem
- Jakub w operze
- Jakub na tropach yeti
- Uczeń szewca: majstersztyk
- Zamek
- Wiwat święta
- Kotłownia
- Myślący Bimber
- Trzy życzenia
- Rosyjska ruletka
- Tajemnica kwaśnego samogonu
- Łowy na Młotkowca